# Kydex
Kydex je slitina plastů extrudovaná ze speciální směsi akrylového polyvinylchloridu. Používá se zejména na pouzdra zbraní a na pochvy nožů, ale lze je použít i jako obklady. Kydex je termoplastický materiál, který po zahřátí na tvarovací teplotu neztrácí zcela svůj tvar, ale měkne, čímž umožňuje snadné tvarování.

## Vlastnosti
Kydex je vysoce odolná plastová slitina, která je schopna odolávat velkému množství chemikálií, je teplotně stálá a poměrně snadno tvarovatelná. Jde brousit, tvarovat tahem za tepla, dá se stříhat pákovými nůžkami na plech a nebo ji pod tlakem vstřikovat roztavenou do forem. Řadí se mezi polyvinylchloridy, a tedy mezi vinylové plasty.

## Výrobce
Kydex uvedla na trh v roce 1965 chemička Rohm and Haas jako materiál určený pro interiéry letadel. 29. srpna 1987 od ní ochannou známku odkoupila skupina bývalých zaměstnanců, která založila firmu Kydex, LLC. Ta se v roce 1990 stala součástí chemické skupiny SEKISUI Chemical. Firma působí v USA, v pensylvánském městě Bloomsburg.